# Paul & Joe
Paul & Joe est une maison de mode détenue et fondée en 1995 par la styliste et entrepreneure française Sophie Mechaly. La marque est composée de plusieurs entités dont la mode, avec sa ligne féminine qui représente la majeure partie des ventes, ou encore la cosmétique.

## Historique
En 1995, Sophie Mechaly, née Albou d'un dirigeant et d'une designer d'une entreprise de confection dans laquelle Sophie exerce jusqu'alors,, crée la marque de vêtements Paul & Joe après avoir été dans l'impossibilité de reprendre le label familial,. Le nom Paul & Joe est un hommage à ses enfants qui s’appellent Paul et Adrien, le deuxième prénom de ce dernier étant Joseph. À sa création, la marque est destinée aux hommes, mais l'année suivante, une ligne de vêtements pour femmes est ajoutée, année où a lieu le premier défilé aux États-Unis, à New York,.

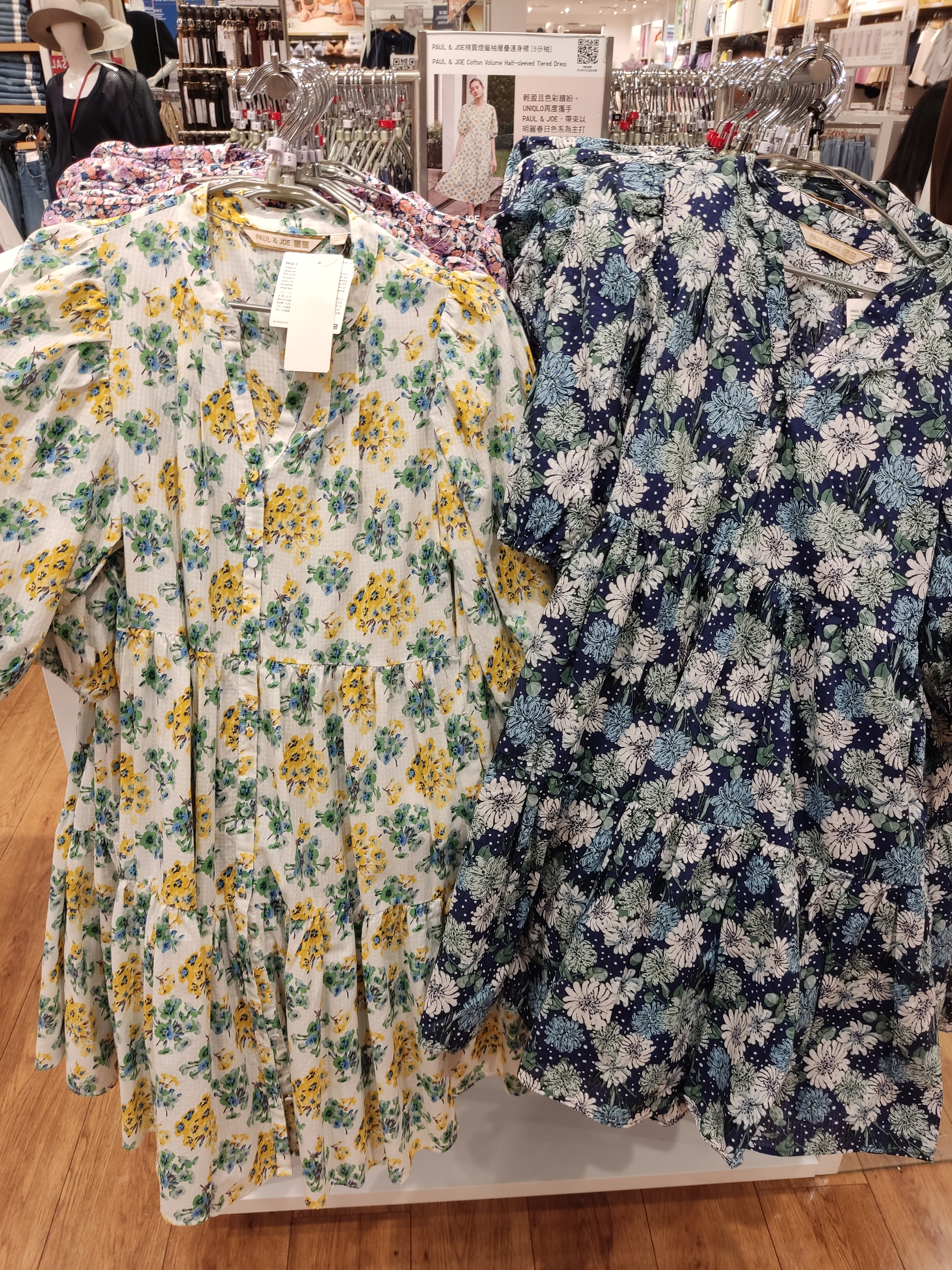
Robes Paul & Joe à imprimés floraux vendues à Hong Kong en 2022.

Rapidement, la ligne féminine rencontre le succès et représente par la suite la majeure partie des ventes de la Paul & Joe,. Paul & Joe propose un vestiaire pouvant être qualifié de bohème et de rétro-vintage, avec les imprimés floraux et les dessins animaliers comme signatures,.
En 1998, la première boutique Paul & Joe ouvre ses portes rue Étienne-Marcel à Paris.
L'entreprise a une notoriété croissante et voit plusieurs célébrités telles que Gwyneth Paltrow, Naomi Campbell, Vanessa Paradis ou encore Kate Middleton porter du Paul & Joe,. Des implantations à l’étranger ont lieu, avec notamment l'ouverture d'une première franchise au Japon en 1999, d'une boutique à Londres dans le quartier de Notting Hill et d'une autre à New York en 2001. Par ailleurs, la boutique londonienne accueille le tournage d'une scène du film Match Point de Woody Allen,.
Dans le même temps, Sophie Mechaly entreprend une diversification, notamment avec les cosmétiques en 2002,, ce qui amène à la réalisation d'une édition de parfum Paul & Joe en 2003, année du début de la marque dans la maroquinerie. Viendront aussi une ligne de vêtement pour enfants en 2005, puis l'année suivante une collection destinée aux jeunes femmes et appelée Paul & Joe Sister,, ainsi qu'une collection de lunettes optiques et solaires en 2009.
En parallèle, des collaborations commerciales se mettent en place. Par exemple, en 2006, Sophie Mechaly réalise une ligne de vêtements pour Target, puis la créatrice prend part à la conception de la collection printemps-été de La Redoute l'année suivante. En 2008, Paul & Joe collabore avec Pierre Cardin,. En 2011 s'opère une collaboration avec la société américaine Urban Outfitters.
En 2015, il est annoncé que Paul & Joe se lance dans la lingerie en association avec Cosabella,. Durant la même année, une série de montres en comarquage avec Lip voit le jour.
Au début des années 2020, la marque Paul & Joe possède une trentaine de boutiques dans le monde, notamment au Japon,.
En 2020, une collection d’arts de la table en partenariat avec Ceramica Assunta est inaugurée.
En 2021, une collaboration entre Paul & Joe et Uniqlo est lancée,.